# برهان‌الدین ابن مفلح
ابواسحاق، ابراهیم بن محمّد رامینی دمشقی ملقب به برهان‌الدین و شهرت‌یافته به ابن مُفلِح/ ابن المفلح (۱۴۱۳–۱۴۷۹م) (نسب کامل: ابراهیم بن محمد بن عبدالله بن محمد ابن مفلح) تاریخ‌نگار، فقیه حنبلی و قاضی شامی در سدهٔ نهم هجری/پانزدهم میلادی بود که بزرگ حنبلی‌های روزگارش شمرده می‌شد. شرح المقنع، الآداب الشرعیة لمصالح الرعیة، النکت والفوائد السنیة، مرقاة الوصول إلی علم الاصول و المقصد لأرشد فی ترجمة أصحاب الإمام أحمد از آثار اوست که بیشتر آنان در ناآرامی‌های تیموریان در دمشق نابود شد. 